# Alberto García-Alix
Alberto García-Alix (Lleó, 22 de març de 1956) és un fotògraf espanyol i Premi Nacional de Fotografia l'any 1999.
Especialitzat en el retrat, les seves fotografies solen ser en blanc i negre, i les temàtiques giren entorn de les motos, els tatuatges, la música, la vida nocturna, els drogoaddictes, les estrelles del porno, i els presos. També destaquen els seus autoretrats i els nus.
Va estar molt lligat a la movida madrileña de la dècada de 1980, època de la qual han quedat els seus documents gràfics de personatges com Pedro Almodóvar, Rossy de Palma, Camarón de la Isla, Alaska, o Emma Suárez, entre d'altres.
Ha col·laborat en diversos diaris com La Vanguardia, El País, ABC, o El Mundo i revistes, i ha fet exposicions individuals i també col·lectives per tot el món.
El 2003 va començar a experimentar amb el format vídeo.

## Biografia i trajectòria
Va néixer el 22 de març de 1956 a Lleó. És el net d'Antonio García Alix, ministre d'Instrucció Pública durant la Regència de María Cristina de Borbó|Regència de María Cristina i fill de Mercedes Pérez de Angüello, llicenciada en Història, i Carlos García-Alix, format a Nova York amb el doctor Ramón Castroviejo i cap del servei d'oftalmologia de l'hospital Puerta de Hierro de Madrid. Juntament amb el seu germà bessó Alfredo, és el major de cinc germans, essent un d'ells Carlos García-Alix, artista i autor de El honor de las injurias (2007), llargmetratge documental sobre Felipe Sandoval.
L'any 1967 es trasllada a Madrid. L'any següent els seus pares li regalen una motocicleta, una de les seves grans passions i sobre les quals posteriorment editaria un llibre.
Comença a fotografiar el 1976, i el 1986 decideix dedicar-s'hi de manera professional. El 1987 treballa amb Carlos Saura fent les fotografies de la pel·lícula "Eldorado", a Costa Rica. Tres anys més tard funda el col·lectiu i la revista "El canto de la tripulación". L'any següent es mor el seu pare. El 1994 edita el seu llibre "Bikers" i es casa a La Corunya amb la dissenyadora Susana Loureda, la seva parella fins a l'any 2000. L'any 1997 imparteix un taller sobre el retrat als Rencontres internationales de la Photographie" d'Arle (Provença). El 2003 es trasllada a París, on experimenta amb el format vídeo, i el 2005 torna a Madrid.

## Exposicions
- 1981: Galeria Buades (Madrid), primera exposició individual, i "De Madrid al frío (Diez fotógrafos madrileños)", a Barcelona (col·lectiva).
- 1982: Galeria Moriarty (Madrid).
- 1984: exposició col·lectiva "Foto-Picnic", i individuals a les galeries Portfolio (Londres) i a la Palace (Granada).
- 1985: Galeria Moriarty (individual), i "Les nouveaux imaginaires" (col·lectiva) al Museu de la Fotografia de Charleroi (Bèlgica).
- 1986: Galeries La Cúpula (Madrid), i Forum (Tarragona).
- 1988: "Bajo la luz de las tapias", a la galeria Moriarty, i "El lápiz borracho" al bar madrileny 4 Rosas.
- 1989: Universitat de València.
- 1991: Exposició col·lectiva "Cuatro Direcciones. Fotografía española contemporánea", al Museu Reina Sofia (Madrid).
- 1992: "Tatuajes", a la galeria Espacio D (Bubión, Granada), i "El canto de la tripulación", a les galeries Tráfico de Arte (Lleó) i Detursa (Madrid).
- 1993: pavelló "Babelia" de la Fira ARCO (Madrid), i "Los malheridos, los bien amados, los traidores" a la Universitat de Salamanca i la Universitat de València.
- 1994: "Autorretratos" (col·lectiva), a la galeria Railowsky (València), "Seven Spanish Photographers" (Londres), "Madrid años 80. Imágenes de la Movida", durant el "Mes de la Fotografia" (París), i "Fotografía española. Un paseo por los noventa" (itinerant per diverses ciutats europees), totes elles col·lectives, i "El eco de los pasos", a la Galeria H2O (Barcelona).
- 1995: "Mi canción", a la Galeria Debla (Bubión, Granada), "La doble abstracción" (col·lectiva), al Centre Albert Borschette (Brussel·les), i "La soledad de mis delirios", a la galeria Moriarty.
- 1996: "La soledad de mis delirios", a la Galeria Saro León (Las Palmas de Gran Canaria), i "Retratos", a la H2O (Barcelona).
- 1997: Teatro García Lorca (L'Havana, Cuba), Sala Spectrum (Saragossa), i Galeria Van der Voort (Eivissa).
- 1998: "Zapatos", a la Galeria H2O, i "Retrospectiva", inaugurada al Círculo de Bellas Artes de Madrid dins del certamen internacional PHotoEspaña.
- 1999: "Alberto García-Alix", a la V'U Gallery (París), "Color", a la Mayor Gallery (Palma), i "Retrospectiva", a la Fundación Municipal de Cultura (Valladolid).
- 2000: "El eco de mis pasos", a l'EFTI (Madrid).
- 2001: "García-Alix. Fotografies 1977-2000", al Centre Cultural Tecla Sala (L'Hospitalet de Llobregat), "Retrospectiva", a la Sala Rekalde (Bilbao), i "Madrid, Movida and Beyond", a l'Institut Cervantes (Londres).
- 2002: "Tell Me Words of Love in Spanish", a l'Institut Cervantes (Manchester, Anglaterra) i al Modern Culture del Gershwin Hotel (Nova York), "Trottoirs-Sidewalks", a la Galerie Chantal Crousel (París), "Llorando a aquella que creyó amarme", al MEAC (Madrid), i "Lo que dura un beso", a la Galerie Kamel Mennour (París).
- 2003: "Llorando a aquella que creyó amarme", al Museo de Arte Contemporáneo d'Oaxaca, i "Je t'en prie", a la Galeria Juana de Aizpuru (Madrid).
- 2004: "Llorando a aquella que creyó amarme", a la Fototeca (Veracruz, Mèxic), "Je t'en prie", al MIAC (Lanzarote), i "Paisajes y memoria", a La Casa Encendida (Madrid).
- 2005: "La línea de sombra", a la Galerie Kamel Mennour (París).
- 2006: "Life Tattooed on Paper", al FFI-Fotografie Forum International (Frankfurt, Alemanya), "Alberto García-Alix. Trilogía en vídeo 03-06", al CCEBA (Buenos Aires, Argentina), "Tres vídeos tristes", a la Sala de Exposiciones del Canal Isabel II (Madrid), "Llorando a aquella que creyó amarme", al Centro Cultural Sao Paulo (São Paulo, Brasil), "Alberto García-Alix", a la Brancolini Grimaldi Arte Contemporanea (Florència, Itàlia), i "No me sigas... Estoy perdido", a la Fundación Canal (Madrid)
- 2007: "Tres vídeos tristes",[8][9] al Centre de Cultura Contemporània de Barcelona, "214x1=317", a la Galeria Juana de Aizpuru (Madrid), "Llorando a aquella que creyó amarme", a l'AECI (Caracas, Veneçuela), "Alberto García-Alix. Retrospective", a Les Rencontres internationales de la Photographie d'Arles, i "Siempre el mismo cielo", a la Galeria Carles Taché (Barcelona).
- 2008: "Viaje al bosque de la noche", a la Sala Robayera (Santander, Cantàbria), "De la misma carne", a la Box Galerie (Brussel·les), "Far From Home", a la Galerie Kamel Mennour (París), i "De donde no se vuelve" (retrospectiva), al Museu Reina Sofia (Madrid).
- 2009: "Tres vídeos tristes", a Espacio Ciudad (Vitòria)
- 2013: "Alberto García-Alix. Autoretrat", al Palau de la Virreina (Barcelona)[10]

## Càmeres
Les càmeres amb què ha treballat i l'any en què les va adquirir són:
- Nikon F2 (1976-1986)
- Mamiya de 6x4'5 (1983)
- Hasselblad (1986)
- Leica (1993)

## Premis
- 1983 - És nominat al Ícaro d'arts plàstiques.
- 1996 - Passport, en reconeixement del conjunt de la seva obra.[11][12]
- 1999 - Premi Nacional de Fotografia
- 2003 - Premi Bartolomé Ros[13]
- 2012 - Premi PHotoEspaña[14][15]
- 2019 - Medalla d'Or al Mèrit en les Belles Arts[16]

## Publicacions
- "Mujeres", Ediciones Cúbicas, 1989, Madrid.
- "Bikers", La Tripulación, 1993, Madrid.
- "Poética", La Tripulación, 1997, Madrid.
- Revista "El Canto de la Tripulación", números 1-10. La Tripulación, 1997, Madrid.
- "García-Alix Fotografías 1977-1998", Tf Editores, La Fábrica, 1998, Madrid.
- "Alberto García-Alix", nº 21, Col·lecció PhotoBolsillo, La Fábrica, 2000, Madrid.